# Бесеневич, Александр Иванович
Александр Иванович Бесеневич (1888 — 1927?) — председатель Иркутского горисполкома (13.11.1925-13.10.1926).

## Биография
Образование низшее. По специальности — переплётчик. Член РКП(б) с июня 1920 г. (в 1917-1919 гг. член РСДРП (меньшевиков).
Гласный Иркутской городской думы (23.09.1919-20.02.1920).
С марта 1920 г. — зав. губсобесом. С 17 октября 1922 по 1924 г. начальник управления Иркутского губстраха и губотдела труда. С 1924 г. в горисполкоме, заместитель председателя, затем председатель Иркутского горисполкома (13.11.1925-13.10.1926). При нем в городе началось регулярное автобусное движение.
После ареста председателя губисполкома Е.В. Лосевича 13 октября на расширенном пленуме горсовета подал прошение об отставке. Исключён из партии на заседании партколлегии Иркутской Окружной Контрольной Комиссии ВКП(б) 9 ноября 1926 года.
По одним данным, расстрелян в 1927 году вместе с Лосевичем. По другим данным, переведён на профсоюзную работу (в 1930 г. председатель Сибирского крайсовпрофа).